# Badarpur
Badarpur é uma cidade e uma town area committee no distrito de Karimganj, no estado indiano de Assam.

## Geografia
Badarpur está localizada a 24° 54′ N, 92° 36′ L. Tem uma altitude média de 16 metros (52 pés).

## Demografia
Segundo o censo de 2001, Badarpur tinha uma população de 11 291 habitantes. Os indivíduos do sexo masculino constituem 52% da população e os do sexo feminino 48%. Badarpur tem uma taxa de literacia de 84%, superior à média nacional de 59,5%; com 54% para o sexo masculino e 46% para o sexo feminino. 10% da população está abaixo dos 6 anos de idade.